# Саобраћај у Јужном Судану
Саобраћај у Јужном Судану веома је слабо развијен што је директна последица дугог Првог и Другог суданског грађанског рата, који је вођен на тим просторима. Инфраструктура је заостала, већим делом уништена и оштећена. Од 2005. године Влада тадашњег Аутономног региона Јужни Судан, ради на бројним пројектима обнове и развоја саобраћајних веза у држави, међу којима је изградња путева, осавремењавање аеродрома и изградња железнице. Додатна отежавајућа околност су специфични климатски услови овог поднебља. Највећи део земље лежи у субекваторијалном појасу који се одликује сменом кишним и сушних периода. У раздобљу мај-октобар добар део путева у Јужном судану је поплављен, недоступан и неупотребљив.

## Друмски саобраћај
Јужни Судан има укупно око 3.250 километара путева који су највећим делом неасфалтирани. У изградњи и обнови је још око 3.000 километара путева. Главни град Џуба нема нити један асфалтиран ауто-пут који води ка суседним државама. Најгушћу мрежу путева имају Централна Екваторија (721 км) и Западни Бахр ел Газал (668 км). Најважније саобраћајнице које повезују веће градове су:
1. А43 (граница са северним Суданом — Авејл — Вав — Тонџ — Румбек - Мундри - Џуба - Нимуле - граница са Угандом)
2. А44 (Џуба — Јеј — Мариди — Јамбјо — Тумбура — Вав)
3. Б58 (Џуба — Бентију — граница са северним Суданом)
4. Б38 (Вав — Квајок — Гогријал — граница са северним Суданом)
5. Б41 (Вав — Рага — граница са северним Суданом)

## Железнички саобраћај
У Јужном Судану постоји свега 248 километара железничке пруге уског колосека и то на северозападу земље. Она повезује град Вав са Авејлом и даље ка граници према северном Судану до Картума. Изграђена је у период 1959-62. година, али је током рата озбиљно оштећена. Потпуна реконструкција и обнова завршена је 2010. уз помоћ УН-а. Пруга је нелектрификована. У плану је изградња железнице од главног града Џубе до Вава и на југ преко Торит и Капоете према Уганди и Кенији. Пројекат је процењен на око две милијарде долара.

## Водени саобраћај
Јужни Судан нема излаз на море, па стога нема већих лука и пристаништа. Језерски саобраћај није могућ због малих површина и дубина басена. Највеће реке су Бахр ел Џабал и Бели Нил, а пловне су само на неким деловима. Један део Бахр ел Газала такође је могуће користити за саобраћај. Највеће речне луке у Јужном Судану су Џуба, Бор (Бахр ел Џабал), затим Бентију (Бахр ел Газал) и Малакал (Бели Нил).

## Ваздушни саобраћај
У Јужном Судану постоји 24 аеродрома. Од укупног броја само три су са асфалтираним пистама и имају међународни статус. Аеродром Џуба (ИАТА:JUB) је највећа и главна ваздушна лука, преко које се одржавају везе са Угандом, Кенијом, Египтом и Суданом. Следе Аеродром Малакал (ИАТА:MAK) са редовним линијама ка Адис Абеби и Картуму и Аеродром Вав (ИАТА:WUU) одакле авиони лете ка Картуму.
Осим поменутих, значајни аеродроми налазе се у близини Нимулеа, Акобоа, Румбека, Торита и других већих градова, али њихове писте су углавном земљане. Национална авио-компанија је Садерн Судан ерлајнс са седиштем у Џуби, а осим ње услуге авио-превоза нуди и Фидер ерлајнс.

## Галерија
- Воз у близни Вава
- Земљани пут код Румбека
- Аеродром Џуба